# 艾萨克·海耶斯
小艾萨克·李·海耶斯（1942年8月20日—2008年8月10日）是一位美国作曲家、音乐家、歌手和演员。他为《南方公园》中的角色大厨配音。他也是一名山達基（科學教）教徒。

## 外部連結
- IsaacHayes.com （页面存档备份，存于）
- 艾萨克·海耶斯在互联网电影资料库（IMDb）上的資料（英文）
- 艾萨克·海耶斯在豆瓣上的资料（简体中文）
- 在Find a Grave上的艾萨克·海耶斯